# فيكاش دوراسو
فيكاش دوراسو (بالفرنسية: Vikash Dhorasoo)‏ (10 أكتوبر 1973 في السان البحرية) لاعب كرة قدم فرنسي ذو أصول هندية معتزل كان يجيد اللعب في مركز الوسط . سجل هدف واحد في 18 مباراة دولية مع منتخب فرنسا وشارك في بطولة كأس العالم 2006 الذي أقيمت في ألمانيا . .

## المسيرة الرياضية مع الأندية
بدأ دوراسو مسيرته الرياضية في نادي لوهافر وشارك في أول مباراة رسمية في بطولة دوري الدرجة الأولى أمام نادي سانت إتيان في أغسطس 1993 وانتهت المباراة بالتعادل السلبي بدون أهداف . كان يعتبر من أكثر اللاعبين أصحاب المستقبل المشرق كما أنه كان يعتبر أفضل محتفظ بالكرات في تاريخ نادي ليون . بعد مرور 5 سنوات في نادي لوهافر انتقل إلى نادي ليون في سنة 1998 .
انضم لفترة قصيرة إلى نادي بوردو من 2001 إلى 2002 ثم عاد إلى نادي ليون . ساهم في تحقيق بطولة دوري الدرجة الأولى مرتين متتاليتين 2003 و2004 ثم انتقل للاحتراف خارج فرنسا متوجها إلى نادي إيه سي ميلان الإيطالي سنة 2004 . جلس مطولا على مقعد البدلاء من دون أن يشارك في الكثير من المباريات وشاهد المباراة النهائية لبطولة دوري أبطال أوروبا سنة 2005 بين فريقه ميلان ونادي ليفربول الإنجليزي والذي توج فيها الأخير بطلا بفوزه بركلات الجزاء الترجيحية .
عاد دوراسو إلى فرنسا سنة 2005 وانضم إلى نادي باريس سان جيرمان . كان عاملا مهما في تحقيق الفريق بطولة كأس فرنسا سنة 2006 بعدما سجل هدفا من تسديدة من على بعد 25 ياردة وانتهت المباراة بفوز فريق العاصمة على نادي مرسيليا 2-1 . انضم إلى تشكيلة منتخب فرنسا المشارك في بطولة كأس العالم 2006 ولكنه لم يلعب كثيرا .
في سبتمبر 2006 انتقد مدرب فريقه غاي لاكومب علنا في مقابلة مع صحيفة ليكيب ونتيجة لذلك فقد تم فسخ العقد الذي يربطه بنادي العاصمة في الشهر التالي وأصبح أول لاعب يتم طرده من نادي باريس سان جيرمان منذ تأسيسه في سنة 1973 .
في 3 يوليو 2007 أعلن نادي ليفورنو الإيطالي بأنه اتفق مع دوراسو على التوقيع لصالحه ولكن في شهر أكتوبر تم فسخ العقد بسبب الخلافات بين الطرفين . وصرح رئيس نادي ليفورنو ألدو سبينيلي بأن سبب فسخ العقد هو رفض دوراسو اللعب في صفوف فريق الشباب من أجل المساعدة في رفع لياقته البدنية . على الرغم من أن نادي غرونوبل تقدم بعرض رسمي للتعاقد معه إلا أن دوراسو قرر الاعتزال نهائيا في 11 يناير 2008 .

## المسيرة الرياضية مع المنتخبات
بينما كان دوراسو في نادي ليون شارك في أول مباراة دولية مع منتخب فرنسا أمام منتخب أوكرانيا في 28 مارس 1999 وانتهت المباراة بالتعادل السلبي بدون أهداف . شارك في المباراة الثانية في يونيو من نفس السنة واستمرت مسيرته الدولية خمس سنوات .
تم استدعاء دوراسو للمشاركة في تصفيات كأس العالم 2006 وكان لاعبا مؤثرا ولكن في نهائيات البطولة لم يشارك وجلس مطولا على مقعد البدلاء مما جعله يوافق على تصوير فيلم سينمائي حول ما حدث له وهذا الأمر أدى إلى غضب مدرب منتخب فرنسا ريموند دومينيك وأعضاء اتحاد فرنسا لكرة القدم ومطالبتهم إياه بالاعتذار عن هذا العمل الفني ونتيجة لذلك قرر دوراسو اعتزال اللعب الدولي .
شارك دوراسو مع منتخب فرنسا في 18 مباراة دولية من 1999 إلى 2006 وسجل هدف واحد .

## الحياة الشخصية
تعود أصول دوراسو إلى الهند وموريشيوس وينتمي إلى مجتمع تيلوغو . هاجرت أسرته من ولاية أندرا براديش الهندية متوجهة إلى موريشيوس . انتسب إلى إحدى الجامعات في تخصص الاقتصاد ولكنه سرعان ما تركها من أجل التركيز على مسيرته الرياضية .
تزوج من إميلي ولديه بنتان وهما : روز (8 مارس 2003) وسارة (13 مارس 2005) .

## روابط خارجية
- فيكاش دوراسو على موقع IMDb (الإنجليزية)
- فيكاش دوراسو على موقع ألو سيني (الفرنسية)
- فيكاش دوراسو على موقع قاعدة بيانات الفيلم (الإنجليزية)
- فيكاش دوراسو على موقع قاعدة بيانات كرة القدم.إي يو (الإنجليزية)
- فيكاش دوراسو على موقع ليكيب (الفرنسية)
- فيكاش دوراسو على موقع ناشيونال فوتبول تيمز (الإنجليزية)
- فيكاش دوراسو على موقع Soccerbase.com (لاعب) (الإنجليزية)
- فيكاش دوراسو على موقع عالم كرة القدم.نت (الإنجليزية)
- فيكاش دوراسو على موقع كووورة
- فيكاش دوراسو على موقع أوليمبيديا (الإنجليزية)